# Ta fête
"Ta fête" (em francês: "Sua festa") é uma canção escrita e produzida pelo cantor belga Stromae. Lançada em 3 de fevereiro de 2014 como o quarto single de seu álbum de estúdio Racine carrée, onde aparece como a primeira faixa. Em 17 de março de 2014 foi anunciado que se tornaria a música oficial da Seleção Belga de Futebol na Copa do Mundo de 2014. Um videoclipe oficial da música também foi lançado pelo canal oficial do cantor.

## Videoclipe
O videoclipe foi dirigido por Lieven Van Baelen e lançado no YouTube em 17 de junho de 2014.  Stromae assume o papel de locutor de ringue quando um homem é selecionado entre a multidão de espectadores para correr e escapar de uma pista de obstáculos elevada que lembra Jogos Vorazes e The Maze Runner.  No entanto, também tem conexões profundamente enraizadas com o filme de 1987 The Running Man, que compartilha uma história semelhante de um público assistindo a um homem correndo em um jogo e tendo que lutar contra novos concorrentes armados enquanto eles aparecem eventualmente ganhando liberdade, muito parecido com o protagonista do videoclipe.

## Outras versões
Dirty Loops gravou uma versão cover dessa música em 2014
1. ↑  «Stromae - Ta Fête (Belgian Football Music Video)». YouTube. 8 de abril de 2014
2. ↑  Tierney, Lucas (2 de julho de 2014). «Stromae 'Ta Fête' de Lieven Van Baelen». Promonews (em francês)
3. ↑  «Nieuwe videoclip voor 'Ta fête': De Stromae-versie van 'The Hunger Games'». Knack focus (em neerlandês). 18 de junho de 2014